# فیلم در ۲۰۲۴
فیلم در ۲۰۲۴ بر رویدادهایی از جمله مراسم اعطای جوایز، جشنواره‌های فیلم و فهرستی از فیلم‌های منتشر شده مخصوص کشور و همچنین مرگ‌ها مرور می‌کند. کلمبیا پیکچرز و مترو گلدوین مایر صدمین سالگرد خود را جشن خواهند گرفت.

## پرفروش‌ترین فیلم‌ها
فیلم‌هایی را نشان می‌دهد که هم‌اکنون در سینماهای جهان در حال پخش می‌باشند.
| رتبه | فیلم                           | پخش‌کننده      | فروش جهانی     |
| ---- | ------------------------------ | ------------- | -------------- |
| ۱    | درون و بیرون ۲                 | دیزنی         | $۱٬۶۹۸٬۸۶۳٬۸۱۶ |
| ۲    | ددپول و ولورین                 | دیزنی         | $۱٬۳۳۸٬۰۷۳٬۶۴۵ |
| ۳    | موانا ۲                        | دیزنی         | $۱٬۰۵۹٬۲۴۲٬۱۶۴ |
| ۴    | من نفرت‌انگیز ۴                 | یونیورسال     | $۹۷۱٬۳۱۵٬۰۹۵   |
| ۵    | شرور                           | یونیورسال     | $۷۵۵٬۹۹۵٬۹۳۳   |
| ۶    | موفاسا: شیرشاه                 | دیزنی         | $۷۲۲٬۴۶۰٬۹۸۲   |
| ۷    | تلماسه: بخش دو                 | برادران وارنر | $۷۱۴٬۶۴۴٬۳۵۸   |
| ۸    | گودزیلا و کونگ: امپراتوری جدید | برادران وارنر | $۵۷۲٬۳۰۵٬۳۳۸   |
| ۹    | پاندای کونگ‌فوکار ۴             | یونیورسال     | $۵۴۷٬۶۸۹٬۴۹۲   |
| ۱۰   | سونیک خارپشت ۳                 | پارامونت      | $۴۹۲٬۱۶۲٬۶۰۴   |

### رکوردهای باکس آفیس
- درون و بیرون ۲ به ۵۴اٌمین فیلمی تبدیل شد که بیش از یک میلیارد دلار در سرتاسر جهان فروخته است و دوازدهمین فیلم پویانمایی شد که به این میزان دست یافته است.
- مجموعه فیلم تلماسه با اکران تلماسه: بخش دو بیش از یک میلیارد دلار فروخت.
- مجموعه فیلم پاندای کونگ‌فوکار با اکران پاندای کونگ‌فوکار ۴ بیش از دو میلیارد دلار فروخت.
- فرنچایز شکارچیان روح با اکران شکارچیان روح: امپراتوری یخ‌زده بیش از یک میلیارد دلار فروخت.
- فرنچایز دنیای سینمایی هیولاها با اکران گودزیلا و کونگ: امپراتوری جدید بیش از دو میلیارد دلار فروخت.

## رویدادها

### مراسم‌های اهدای جوایز
| تاریخ   | رویداد                       | میزبان                     | مکان                                     | منابع |
| ------- | ---------------------------- | -------------------------- | ---------------------------------------- | ----- |
| ۱۰ مارس | نود و ششمین دوره جوایز اسکار | آکادمی علوم و هنرهای سینما | لس آنجلس، کالیفرنیا، ایالات متحده آمریکا | [ ۴ ] |